# Concepció Casanova i Danés
Concepció Casanova i Danès (Campdevànol, 30 de desembre de 1906 — Sant Boi de Llobregat, 7 de març de 1991) va ser filòloga, poeta, mestra i traductora.
Cinquena filla del matrimoni entre Damià Casanova i Costa i Josefa Danès i Vernedes, que va morir per complicacions en el part de Concepció.

## Formació
El seu pare, molt conscienciat de la necessitat de transformació de la societat familiar, va animar els seus fills a estudiar, la qual cosa va possibilitar a Concepció unes oportunitats que eren difícils d'aconseguir per a les dones en la seva època. Es va traslladar a Barcelona, per residir al Pensionat de la Misericòrdia, al carrer de Montalegre, on cursà estudis secundaris i rebé classes d'anglès a l'Institut de Cultura i Biblioteca Popular per a la Dona (1920-1925). També va fer els estudis de l'Escola Superior de Bibliotecàries (1923 a 1924). Entretant, al 1924 publicà les seves primeres poesies al diari El Dia, de Terrassa. El 1927, amb 20 anys, el seu pare li concedia l'emancipació.
Va estudiar filosofia a la Universitat de Barcelona (1927-30), i el 1929, després de llicenciar-se, es traslladà a Madrid, on inicià els estudis per doctorar-se per aquesta Universitat.
Durant els anys 1930-1931 es desplaçà a estudiar a la Universitat d'Oxford, becada per la Diputació de Barcelona gràcies al seu brillant expedient acadèmic. Allí estudià filosofia al Balliol College i al Christ Church; i literatura llatina al Pembroke College i al Keble College. La irregularitat en el pagament de la beca, però, li ocasionà alguns problemes econòmics. Durant la seva estada a la Gran Bretanya va conèixer el poeta Jorge Guillén i va entaular-hi amistat.
Tornà a Madrid per a la lectura de la seva tesi doctoral titulada "Luís de León como traductor de los clásicos", presentada el 1932, que li va permetre obtenir el premi extraordinari per la Facultat de Filosofia i Lletres de la Universitat Central de Madrid.

## Trajectòria professional
Va començar una trajectòria professional al món de la docència, ocupant plaça en un primer moment a l'Institut Escola Ausiàs March, tasca que va compaginar amb la direcció de diversos cursos monogràfics en el Seminari de Pedagogia de la Universitat de Barcelona.
També va realitzar, des de 1925, col·laboracions en premsa, tant comarcal com general (articles, poemes i traduccions). Apareixen publicacions seves en diferents revistes i diaris: Diari de Sabadell, El Borinot, Art Novell, Ciutat de Manresa, Revista de Catalunya, La Veu de Catalunya, La Nau, Ginesta, Hèlix, La Publicitat, Mirador, Claror, etc.); i també en ràdio, a Ràdio Associació de Catalunya.
Va pronunciar conferències i va fer recitals poètics en diverses institucions culturals de la seva època, entre les quals destaquen: l'Ateneu Barcelonès, l'Ateneu de Girona, l'Acadèmia Monturiol de Barcelona, a més d'altres institucions comarcals.
En 1928 va publicar un primer llibre de poemes, Núria, al qual va seguir el 1930 el seu poemari més important, Poemes en el temps, considerat en el seu moment com una fita en la nova poesia catalana d'avantguarda. Mentre va publicar també l'assaig Ideal de la vida de dues contraposades joventuts: la joventut segons l'esperit de Crist i la joventut paganitzada, (1929) i el 1935 la seva traducció de Polyeucte, de Corneille va ser guardonada amb el premi de traducció del Teatre Universitari de Catalunya.
Des de 1933 fins a 1936 és la responsable de cursos monogràfics com «La poesia a l'escola», de treballs de seminari i laboratori ("El llenguatge en el nen") i d'altres tallers, alguns en col·laboració amb la doctora Margarita Mengis, com per exemple «La formació dels conceptes científics i del llenguatge del nen».
A partir de 1935 la informació sobre la seva vida professional i personal disminueixen considerablement. En aquest any es casa amb Ramón Serra i Roca i es traslladen a França. Una desgràcia personal, la pèrdua de les seves filles bessones que van néixer prematurament mortes, li provoca una crisi que la va fer ingressar en una institució de salut mental, primer a França i després a Barcelona. Va romandre la resta de la vida ingressada en institucions d'aquest tipus fins que el 7 de març de l'any 1991, va morir als 84 anys.